# Olympische Winterspiele 1980/Skilanglauf – 4 × 5 km (Frauen)
Die 4 × 5-km-Skilanglaufstaffel der Frauen bei den Olympischen Winterspielen 1980 fand am 21. Februar 1980 in Lake Placid statt. Olympiasieger wurde die Staffel aus der DDR mit Marlies Rostock, Carola Anding, Veronika Hesse und Barbara Petzold. Die Silbermedaille ging an die Staffel aus der Sowjetunion, Bronze an Norwegen.

## Daten
- Datum: 21. Februar 1980, 9:00 Uhr
- Höhenunterschied: 100 m
- Maximalanstieg: 55 m
- Totalanstieg: 162 m
- 32 Teilnehmerinnen aus 8 Ländern genannt, alle in der Wertung

## Ergebnisse
| Platz | # | Land / Athletinnen                                                                      | Zeit                                                             |
| ----- | - | --------------------------------------------------------------------------------------- | ---------------------------------------------------------------- |
| 1     | 2 | DDR Marlies Rostock Carola Anding Veronika Hesse Barbara Petzold                        | 1:02:11,10 h 15:50,64 min 15:39,52 min 15:18,23 min 15:22,71 min |
| 2     | 3 | Sowjetunion Nina Baldytschewa Nina Rotschewa Galina Kulakowa Raissa Smetanina           | 1:03:18,30 h 15:52,78 min 16:03,83 min 15:50,06 min 15:31,63 min |
| 3     | 5 | Norwegen Brit Pettersen Anette Bøe Marit Myrmæl Berit Aunli                             | 1:04:13,50 h 16:08,65 min 15:56,61 min 16:15,91 min 15:52,33 min |
| 4     | 6 | Tschechoslowakei Dagmar Palečková Gabriela Svobodová Blanka Paulů Květoslava Jeriová    | 1:04:31,39 h 16:38,43 min 15:54,20 min 16:12,23 min 15:46,53 min |
| 5     | 1 | Finnland Marja Auroma Marja-Liisa Hämäläinen Helena Takalo Hilkka Riihivuori            | 1:04:41,28 h 16:52,95 min 16:17,13 min 15:53,27 min 15:37,93 min |
| 6     | 8 | Schweden Marie Johansson Karin Lamberg Eva Olsson Lena Carlzon                          | 1:05:16,32 h 16:19,53 min 16:14,45 min 16:13,75 min 16:28,59 min |
| 7     | 7 | Vereinigte Staaten Alison Owen-Spencer Beth Paxson Leslie Bancroft Lynn Spencer-Galanes | 1:06:55,41 h 17:03,63 min 16:42,78 min 16:24,52 min 16:44,48 min |
| 8     | 8 | Kanada Angela Schmidt-Foster Shirley Firth Esther Miller Joan Groothuysen               | 1:07:45,75 h 17:10,74 min 16:51,37 min 17:07,96 min 16:35,68 min |